# Exorista tubigera
Exorista tubigera là một loài ruồi trong họ Tachinidae.